# Johann Adam Lonicerus
Johann Adam Lonicerus (1557–nach 1609) war ein deutscher Humanist, Schriftsteller und Bibliothekar.

## Leben
Lonicerus' Vater war der Medizinprofessor und Frankfurter Stadtphysikus Adam Lonicerus. Johann Adam Lonicerus studierte Medizin, vermutlich in Marburg, wahrscheinlich ohne Abschluss. 1599 wurde er Bibliothekar der Universitätsbibliothek Helmstadt, von 1600 bis 1610 war er Bibliothekar der Herzoglichen Bibliothek in Wolfenbüttel. Er machte zahlreiche Verbesserungsvorschläge für Inventarisierung und Ausleihe. Die Katalogisierung verschiedener Bestände kam aus unbekannten Gründen nicht zur Ausführung. Mit seinen Vorgesetzten kam es zum Streit, 1607 ergab eine Visitation Versäumnisse in der Verwaltung der Bibliothek. 1609 wurde Lonicerus aus unbekannten Gründen inhaftiert und musste anschließend seinen Dienst quittieren und Wolfenbüttel verlassen. Über sein weiteres Leben ist nichts bekannt.
Lonicerus hatte schon vor seiner Wolfenbütteler Zeit einige Werke seines Vaters unter dem Pseudonym Teucrides Annaeus Privatus herausgegeben und verschiedene lateinische Schriften ins Deutsche übersetzt.